# بری هاچینسون
بری هاچینسون (انگلیسی: Barry Hutchinson؛ ۲۷ ژانویه ۱۹۳۶ – ۱۲ ژوئن ۲۰۰۵) بازیکن فوتبال اهل بریتانیا بود.
از باشگاه‌هایی که در آن بازی کرده‌است می‌توان به باشگاه فوتبال دربی کانتی، باشگاه فوتبال دارلینگتون، باشگاه فوتبال بولتون واندررز، باشگاه فوتبال ویموث، باشگاه فوتبال لینکولن سیتی، باشگاه فوتبال چسترفیلد، و باشگاه فوتبال روچدیل اشاره کرد.